# Abdelkrim Zefzef
 (mai 2021).
Si vous disposez d'ouvrages ou d'articles de référence ou si vous connaissez des sites web de qualité traitant du thème abordé ici, merci de compléter l'article en donnant les références utiles à sa vérifiabilité et en les liant à la section « Notes et références ».
Abdelkrim Zefzef (en arabe : عبد الكريم زفزاف) est un footballeur international algérien né le 9 janvier 1938 à El Khroub dans la wilaya de Constantine et mort le 30 novembre 1999[réf. nécessaire]. Il évoluait au poste de milieu de terrain.

## Biographie

### En club
Abdelkrim Zefzef évolue en première division algérienne avec son club formateur le MO Constantine ou il a joué l'intégralité de sa carrière footballistique.

### En équipe nationale
Abdelkrim Zefzef reçoit trois sélections en équipe d'Algérie, en inscrivant un but entre 1964 et 1965. Il joue son premier match le 20 mars 1964, contre l'Égypte (défaite 1-0). Son dernier match à lieu le 22 décembre 1965, contre l'URSS olympique (défaite 0-1).
Il participe avec l'équipe d'Algérie aux Jeux africains de 1965 à Brazzaville.

## Palmarès
MO Constantine
- Coupe d'Algérie :
  - Finaliste : 1963-64.